# Friedrich Tischler (Ornithologe)

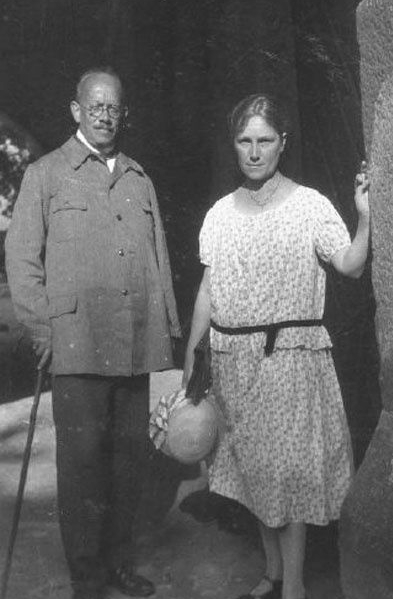
Friedrich Tischler und Rose Kowalski

Friedrich Tischler (* 2. Juni 1881 in Losgehnen (Ostpreußen); † 29. Januar 1945 ebenda) war ein deutscher Ornithologe, Sohn des Gutsbesitzers von Losgehnen (Landkreis Bartenstein, poln. Lusiny) Oscar Tischler (1843–1891) und Bruder des Botanikers Georg Tischler (1878–1955).

## Leben und Wirken
Friedrich Tischler war mit  Rose Kowalski (1884–1945) verheiratet.
Friedrich Tischler studierte Rechtswissenschaften in Königsberg, Leipzig und München. Nach dem Studium wurde er zum Amtsrichter in Heilsberg ernannt. Seit 1908 war er Mitglied der Deutschen Ornithologen-Gesellschaft. Seinen Urlaub verbrachte er im Zoologischen Institut der Königsberger Albertina oder in der ornithologischen Station auf der Kurischen Nehrung. Er verfasste zwei monumentale Werke über die Vögel Ostpreußens: „Die Vögel der Provinz Ostpreußen“ (1914) und das zweibändige Werk „Die Vögel Ostpreußens und seiner Nachbargebiete“ (1941). Daneben verfasste er viele Abhandlungen. Das druckfertige dritte Werk wurde während des Bombardements von Königsberg vernichtet.
Für seine Verdienste wurde er von der Kaiser-Wilhelm-Gesellschaft zur Förderung der Wissenschaften zum "Auswärtigen Wissenschaftlichen Mitglied" ernannt, die Albertus-Universität Königsberg verlieh ihm die Ehrendoktorwürde.
Vor dem Einmarsch der Sowjettruppen im Winter 1945 nahmen sich die Eheleute Tischler am 29. Januar das Leben.

## Dedikationsnamen
Otto Kleinschmidt nannte 1917 Parus borealis tischleri, heute ein Synonym für die Weidenmeisen-Unterart (Poecile montanus borealis), 1935  Corvus coloeus tischleri, heute ein Synonym für die Dohlen-Unterart (Coloeus monedula soemmerringii). Bei Accipiter tischleri den Kleinschmidt 1938 beschrieb, handelt es sich um ein Synonym für den Habicht (Accipiter gentilis).

## Werke
- Die Vögel der Provinz Ostpreussen : Springer-Verlag, 2013
- Die Vögel Ostpreußens und seiner Nachbargebiete : Hennecke, 2002 : ISBN 3-927981-76-1